# Рір
Рір-екран (від англ. Rear screen — «задній екран», скор. «рір») — застосовуваний при рір-проєкції просвітний матовий екран, на який проєктується заздалегідь відзняте фонове зображення. Рір-екрани широко використовувалися на телебаченні, наприклад при підготовці новин та прогнозів погоди.
З появою технологій нелінійного відеомонтажу англійські терміни rear та front практично пішли в минуле, поступившись місцем більш відповідним технології назвами блускрін (bluescreen) і грінскрін (greenscreen).
У телевізійному співтоваристві коротше слово «рір» може використовуватись для узагальненого позначення технології, незалежно від того, використовується при цьому синій або зелений фон.